# Loosdrechtse Plassen

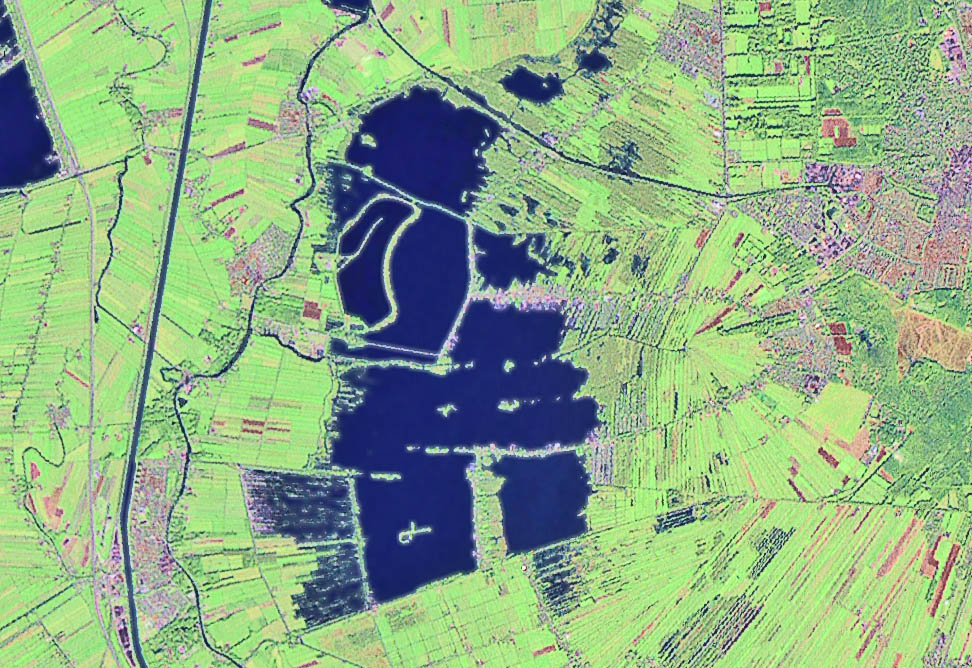
Photo satellite du Loosdrechtse Plassen

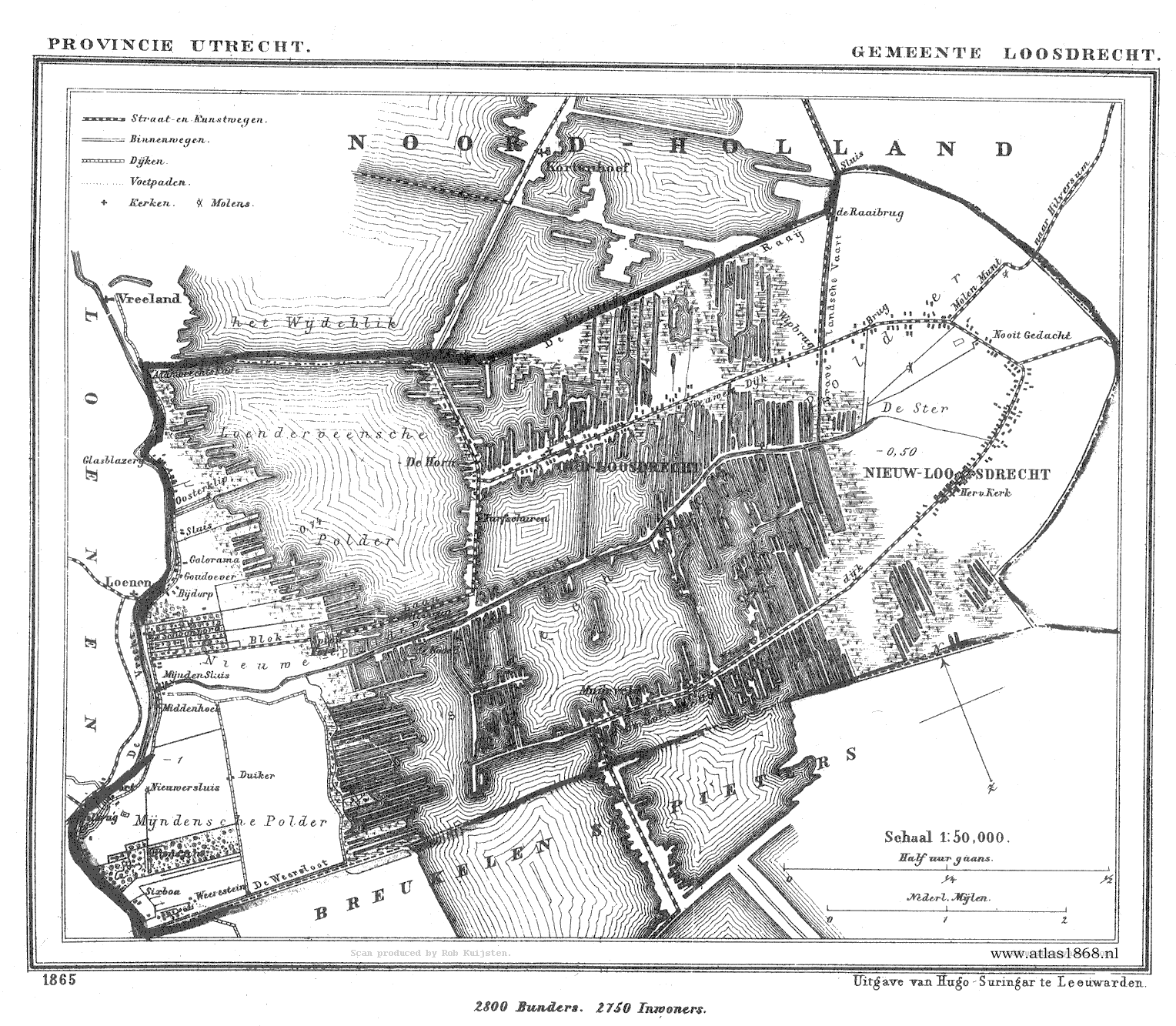
Loosdrechtse Plassen vers 1870.

Les Loosdrechtse Plassen est un ensemble de lacs situés entre les villes d'Amsterdam, Utrecht et Hilversum. Le double village de Loosdrecht en est le centre.
Ces lacs se situent sur les communes de Wijdemeren et Stichtse Vecht. 
Ils sont renommés pour leurs sports nautiques.

## Liens externes

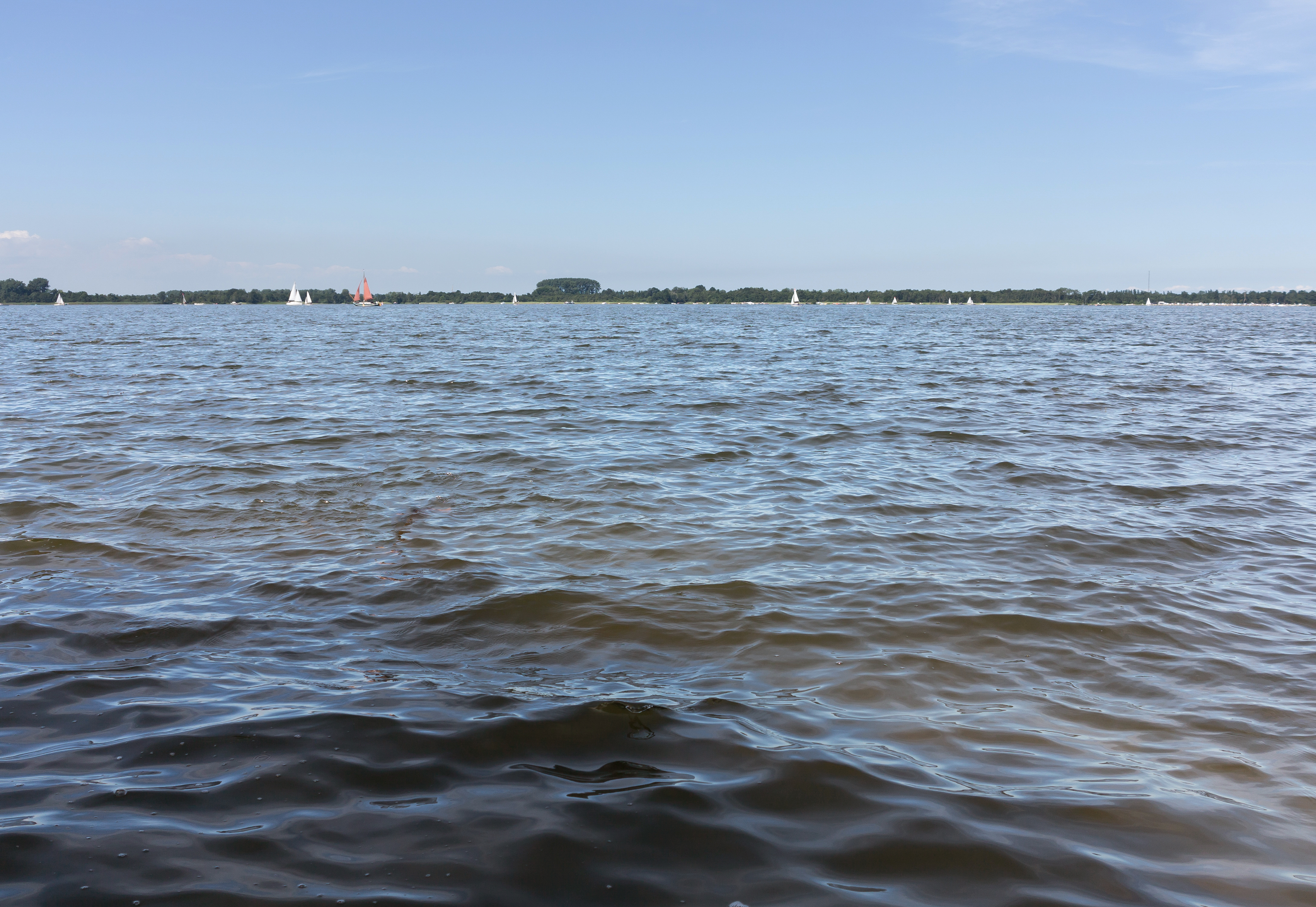
entre Oud-Loosdrecht et Loenen ad Vecht, les lacs: les Loosdrechtse Plassen